# Tamás Borsos
Tamás Borsos (* 13. Juni 1990 in Nagyatád) ist ein ungarischer Handballspieler.

## Karriere
Tamás Borsos stand ab der Saison 2009/10 im Kader des ungarischen Erstligisten Csurgói KK, mit dem er in der Saison 2012/13 den dritten Platz in der Liga und das Halbfinale im Pokal erreichte. Im EHF-Pokal 2013/14 kam er mit dem Team aus Csurgó bis in die Gruppenphase. Ab 2015 lief der 2,02 m große linke Rückraumspieler für den Ceglédi KK auf. Dort belegte er in den Spielzeiten 2015/16 und 2016/17 nur den zwölften bzw. elften Platz in der Liga. Nach zwei Jahren zog er weiter zum Dabas KK, mit dem er zweimal auf den neunten Rang kam. Ab der Saison 2019/20 spielt Borsos wieder bei Csurgói KK. Im Jahr 2024 unterschrieb er einen Vertrag beim ungarischen Erstligisten Carbonex-Komló.
Mit der ungarischen Nationalmannschaft belegte Borsos bei der Europameisterschaft 2016 den zwölften Platz, im Turnier warf er ein Tor in sechs Partien. Bisher bestritt er zwölf Länderspiele, in denen er ein Tor erzielte.